# Большой Кельтей
Большой Кельтей (баш. Оло Кәлтәй) — деревня в Калтасинском районе Республики Башкортостан Российской Федерации. Административный центр Кельтеевского сельсовета.
Название села произошло от имени одного из братьев, первых поселенцев: «Келдэ».

## География
Расположена на реке Кельтей.

### Географическое положение
Расстояние до:
- районного центра (Калтасы): 19 км,
- ближайшей ж/д станции (Янаул): 75 км.

## История
Постановлением Всероссийского ЦИК «Об изменениях в административно-территориальном делении Башкирской АССР» от 20 февраля 1932 года было утверждено решение ЦИК Башкирской АССР 23 декабря 1931 года, вынесенное на основании постановления Президиума ВЦИК 20 августа 1930 года, согласно которым селение Большой-Кильтей стало административным центром Калтасинского района (История административно-территориального деления Республики Башкортостан (1708—2001) — Уфа, Китап, 2003. — 536 с. Страница 109).

## Население
| 2002 | 2009 | 2010 |
| ---- | ---- | ---- |
| 907  | ↗923 | ↘759 |

### Национальный состав
Согласно переписи 2002 года, преобладающая национальность — марийцы (94 %).